# 경일여객 (경북)
경일여객(京一旅客)은 경상북도 고령군의 농어촌버스 회사이며, 본사는 경상북도 고령군 대가야읍 중앙로 38 (헌문리)에 있다.

## 역사 및 현황
1970년 경상여객으로 설립하여 2007년에 고령군 고령읍(현재 대가야읍) 헌문리에서 설립을 하였다. 원래 진흥여객으로 영업을 하였다가 2010년에 현재의 사명으로 변경하였다. 계열사로는 경일교통, 동춘여객, 현대교통, 경일여행 등이 있다.

## 운행 노선

### 고령군 관내농어촌버스
- ● 고령 ~ 외동
- ● 고령 ~ 평지 ~ 율원 ~ 장리 ~ 율지 ~ 포두
- ● 고령 ~ 작은동 ~ 배티
- ● 고령 ~ 득성 ~ 옥산 ~ 오곡 ~ 부리 ~ 생동
- ● 고령 ~ 사촌 ~ 도진 ~ 난야월 ~ 속동 ~ 야정 ~ 월호 ~ 대곡동 ~ 연동 ~ 사전동 ~ 봉산동 ~ 포동 ~ 예곡 (시간대별 경유지 다름)
- ● 고령 ~ 성산박곡 ~ 새터 ~ 무계 ~ 벌지 ~ 송곡 ~ 다산 ~ 서문
- ● 고령 ~ 저전
- ● 고령 ~ 반용사
- ● 고령 ~ 득성 ~ 성산박곡 ~ 대흥, 용소, 상용 (시간대별 경유지 다름)
- ● 고령 ~ 가륜 ~ 노리 ~ 용홍 ~ 옥계 ~ 백동 ~ 백운리 ~ 노리 ~ 국민호텔 (시간대별 경유지 다름)
- ● 고령 ~ 송림 ~ 백산 ~ 석사 ~ 신촌 ~ 산주
- ● 고령 ~ 가조
- ● 고령 ~ 운수
- ● 고령 ~ 용암